# ماريا أباكوموفا
ماريا أباكوموفا (مواليد 15 يناير 1986) هي لاعبة رمي الرمح روسية معتزلة. شاركت في أولمبياد 2008 و2012.

## وصلات خارجية
- ماريا أباكوموفا على موقع الاتحاد الدولي لألعاب القوى (الإنجليزية)
- ماريا أباكوموفا على موقع الدوري الماسي (الإنجليزية)
- ماريا أباكوموفا على موقع اللجنة الأولمبية الدولية (الإنجليزية)
- ماريا أباكوموفا على موقع أوليمبيديا (الإنجليزية)